# 4532 Copland
4532 Copland è un asteroide della fascia principale. Scoperto nel 1985, presenta un'orbita caratterizzata da un semiasse maggiore pari a 2,9924006 UA e da un'eccentricità di 0,0461298, inclinata di 10,12980° rispetto all'eclittica.